# آلبرت سرکو

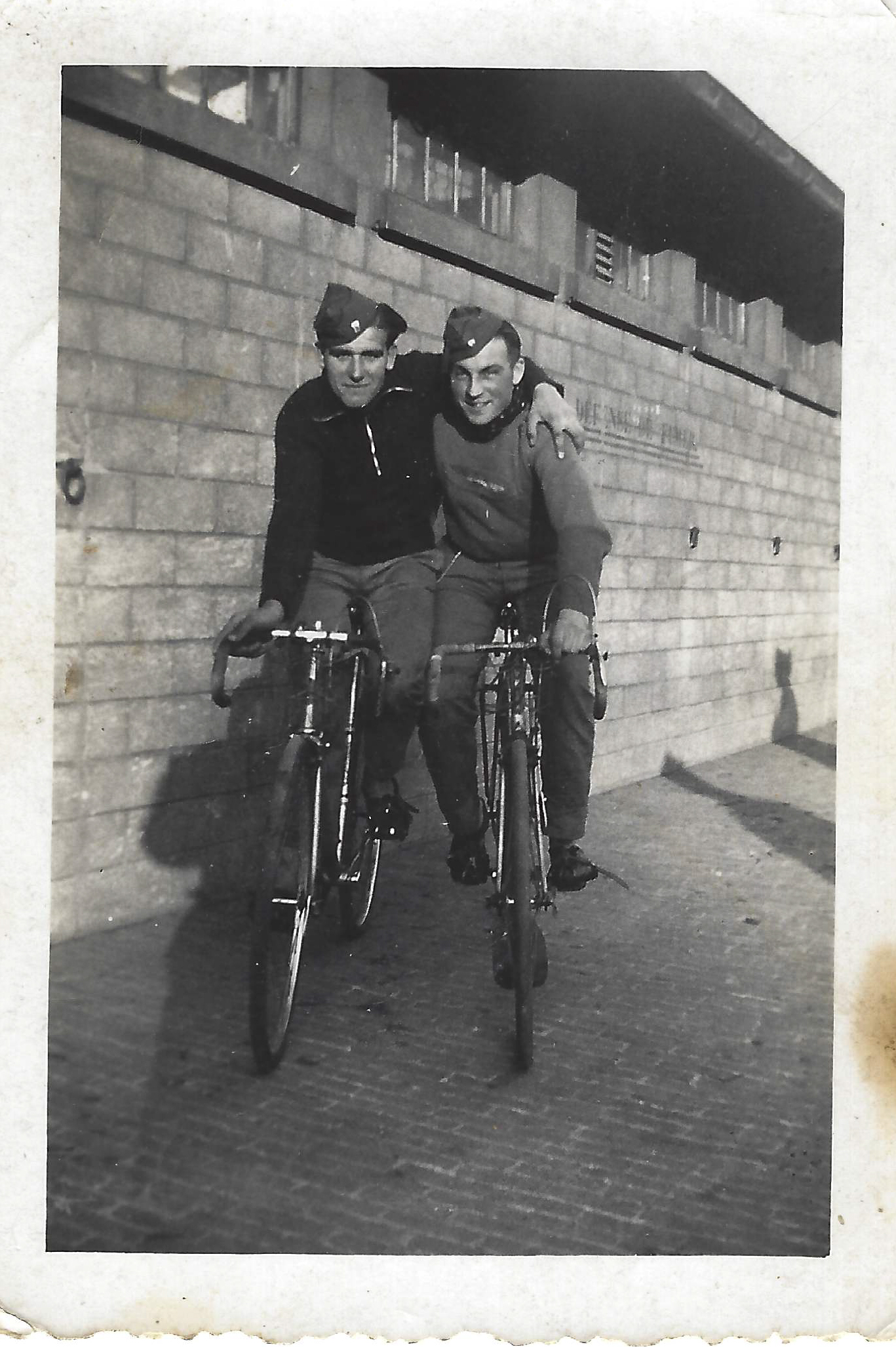
آلبرت سرکو (سمت راست تصویر)

آلبرت سرکو (انگلیسی: Albert Sercu; ۲۶ ژانویهٔ ۱۹۱۸ – ۲۴ اوت ۱۹۷۸) دوچرخه‌سوار اهل بلژیک بود.